# Complete Best
A Complete Best a Sweetbox-projekt tizenharmadik albuma és második válogatásalbuma. 2007-ben jelent meg, új anyagot nem tartalmaz. A koreai kiadás (Greatest Hits) 3, a japán és tajvani 2 CD-s. A Sweetbox történelmének mind a négy énekesnőjétől szerepel rajta szám; Dacia Bridgestől és Kimberley Kearneytől egy-egy, Tina Harristől négy, a többit az együttessel legtovább maradó Jade Villalon énekli, akinek ez az egyik utolsó lemeze a Sweetboxszal.

## Számlista
Koreai változat
| #       | Cím                                                             | Melyik albumról                                     | Év    |
| I. CD   | I. CD                                                           | I. CD                                               | I. CD |
| ------- | --------------------------------------------------------------- | --------------------------------------------------- | ----- |
| 1.      | Life Is Cool                                                    | Adagio                                              | 2004  |
| 2.      | Everything’s Gonna Be Alright -Reborn-                          | Best of Sweetbox                                    | 2005  |
| 3.      | Here Comes the Sun                                              | Addicted                                            | 2006  |
| 4.      | Read My Mind                                                    | Jade                                                | 2002  |
| 5.      | For the Lonely                                                  | Classified                                          | 2001  |
| 6.      | Every Step                                                      | Addicted                                            | 2006  |
| 7.      | After the Lights                                                | After the Lights                                    | 2005  |
| 8.      | Graceland                                                       | Addicted                                            | 2006  |
| 9.      | Piano in the Dark                                               | After the Lights                                    | 2005  |
| 10.     | Break Down                                                      | Addicted                                            | 2006  |
| 11.     | Every Time                                                      | Classified                                          | 2001  |
| 12.     | Dreams                                                          | Addicted                                            | 2006  |
| 13.     | Pretty in Pink                                                  | After the Lights                                    | 2005  |
| 14.     | Pride                                                           | Addicted                                            | 2006  |
| 15.     | Liberty                                                         | Adagio                                              | 2004  |
| 16.     | Waterfall                                                       | After the Lights                                    | 2005  |
| 17.     | Far Away                                                        | Adagio                                              | 2004  |
| 18.     | Crown of Thorns                                                 | After the Lights (koreai kiadás) / Best of Sweetbox | 2005  |
| II. CD  |                                                                 |                                                     |       |
| 1.      | Don’t Push Me                                                   | Jade                                                | 2002  |
| 2.      | Addicted                                                        | Addicted                                            | 2006  |
| 3.      | Killing Me DJ                                                   | After the Lights                                    | 2005  |
| 4.      | Trying to Be Me                                                 | Classified                                          | 2001  |
| 5.      | Superstar                                                       | Classified                                          | 2001  |
| 6.      | I’ll Be There                                                   | Adagio                                              | 2004  |
| 7.      | Cinderella                                                      | Classified                                          | 2001  |
| 8.      | Chyna Girl                                                      | Adagio                                              | 2004  |
| 9.      | Human Sacrifice                                                 | Jade                                                | 2002  |
| 10.     | Sorry                                                           | Adagio                                              | 2004  |
| 11.     | Beautiful Girl                                                  | Addicted                                            | 2006  |
| 12.     | Boyfriend                                                       | Classified                                          | 2001  |
| 13.     | Bold & Delicious                                                | Addicted                                            | 2006  |
| 14.     | Ladies Night                                                    | Addicted                                            | 2006  |
| 15.     | Unforgiven                                                      | Jade                                                | 2002  |
| 16.     | Over & Over                                                     | Addicted                                            | 2006  |
| 17.     | Don’t Go Away                                                   | Sweetbox                                            | 1998  |
| 18.     | Shakalaka                                                       | –                                                   | 1995  |
| III. CD |                                                                 |                                                     |       |
| 1.      | Tour de France                                                  | Raw Treasures Vol#1                                 | 2005  |
| 2.      | In the Corner                                                   | Raw Treasures Vol#1                                 | 2005  |
| 3.      | Heartbreaker                                                    | Raw Treasures Vol#1                                 | 2005  |
| 4.      | Fly Away                                                        | Raw Treasures Vol#1                                 | 2005  |
| 5.      | The Winner Takes It All                                         | Addicted (európai kiadás)                           | 2006  |
| 6.      | Here on My Own (Lighter Shade of Blue) (Japanese Album Version) | Jade                                                | 2002  |
| 7.      | Shout (Let It All Out) (Radio Version)                          | Sweetbox (New Edition)                              | 1999  |
| 8.      | I’ll Die for You (Radio Mix)                                    | Sweetbox                                            | 1998  |
| 9.      | Sometimes (Radio Mix)                                           | Everything’s Gonna Be Alright                       | 1999  |
| 10.     | Booyah (Here We Go) (Hot Pants Radio Version)                   | Best of 12" Collection                              | 1995  |
| 11.     | Not Your Doctor (Unplugged)                                     | Jade (Silver Edition)                               | 2003  |
| 12.     | Everything’s Gonna Be Alright (Live in Seoul)                   | Live                                                | 2006  |
| 13.     | Addicted (Live in Seoul)                                        | Live                                                | 2006  |
| 14.     | This Christmas                                                  | After the Lights                                    | 2005  |

Japán változat
| #                         | Cím                                            | Melyik albumról                                     | Év                        |
| I. CD – “Classic Flavors” | I. CD – “Classic Flavors”                      | I. CD – “Classic Flavors”                           | I. CD – “Classic Flavors” |
| ------------------------- | ---------------------------------------------- | --------------------------------------------------- | ------------------------- |
| 1.                        | Everything’s Gonna Be Alright                  | Sweetbox                                            | 1998                      |
| 2.                        | For the Lonely (Geo’s Remix)                   | For the Lonely kislemez                             | 2000                      |
| 3.                        | Life Is Cool                                   | Adagio                                              | 2004                      |
| 4.                        | Addicted                                       | Addicted                                            | 2006                      |
| 5.                        | Cinderella                                     | Classified                                          | 2001                      |
| 6.                        | Here Comes the Sun                             | Addicted                                            | 2006                      |
| 7.                        | Superstar                                      | Classified                                          | 2001                      |
| 8.                        | Don’t Go Away (Radio Version)                  | Sweetbox                                            | 1998                      |
| 9.                        | Everything’s Gonna Be Alright (Jade’s Version) | Best of Sweetbox                                    | 2005                      |
| 10.                       | Don’t Push Me                                  | Jade                                                | 2002                      |
| 11.                       | Hate Without Frontiers                         | Adagio                                              | 2004                      |
| 12.                       | Sorry                                          | Adagio                                              | 2004                      |
| 13.                       | Sacred                                         | Classified                                          | 2001                      |
| 14.                       | Testimony                                      | Adagio                                              | 2004                      |
| 15.                       | Human Sacrifice                                | Jade                                                | 2002                      |
| 16.                       | Lacrimosa                                      | Adagio                                              | 2004                      |
| 17.                       | Somewhere                                      | Adagio                                              | 2004                      |
| 18.                       | Crazy                                          | Classified                                          | 2001                      |
| 19.                       | Liberty                                        | Adagio                                              | 2004                      |
| 20.                       | Trying to Be Me                                | Classified                                          | 2001                      |
| 21.                       | Read My Mind                                   | Jade                                                | 2002                      |
| 22.                       | Miss You                                       | Adagio                                              | 2004                      |
| 23.                       | Everything’s Gonna Be Alright -Reborn-         | Best of Sweetbox                                    | 2005                      |
| II. CD – “Fan Flavors”    |                                                |                                                     |                           |
| 1.                        | Shout (Let It All Out)                         | Sweetbox (New Edition)                              | 1999                      |
| 2.                        | Life Is Cool (Futah Remix)                     |                                                     |                           |
| 3.                        | Boyfriend                                      | Classified                                          | 2001                      |
| 4.                        | That Night                                     | Classified                                          | 2001                      |
| 5.                        | A Whole New World                              |                                                     |                           |
| 6.                        | Real Emotion                                   | Adagio                                              | 2004                      |
| 7.                        | Bold & Delicious                               | Addicted                                            | 2006                      |
| 8.                        | Pride                                          | Addicted                                            | 2006                      |
| 9.                        | Every Time (All Grown Up Version)              | Best of Sweetbox                                    | 2005                      |
| 10.                       | Booyah (Here We Go) (Hot Pants Radio Mix)      | Best of 12" Collection                              | 1995                      |
| 11.                       | Crown of Thorns                                | After the Lights (koreai kiadás) / Best of Sweetbox | 2005                      |
| 12.                       | Over & Over                                    | Addicted                                            | 2006                      |
| 13.                       | Killing Me DJ                                  | After the Lights                                    | 2005                      |
| 14.                       | After the Lights                               | After the Lights                                    | 2005                      |
| 15.                       | Shakalaka                                      | –                                                   | 1995                      |
| 16.                       | Chyna Girl                                     | Adagio                                              | 2004                      |
| 17.                       | Beautiful                                      | 13 Chapters                                         | 2004                      |
| 18.                       | The Winner Takes It All                        | Addicted (európai kiadás)                           | 2006                      |
| 19.                       | Every Step                                     | Addicted                                            | 2006                      |
| 20.                       | Vaya con Dios                                  | Addicted (japán kiadás)                             | 2006                      |
| 21.                       | Time of My Life                                | After the Lights                                    | 2005                      |
| 22.                       | Read My Mind (Crystal Edition)                 | Read My Mind kislemez                               | 2002                      |